# Vizille
Vizille és un municipi francès situat al departament de la Isèra i a la regió d'Alvèrnia-Roine-Alps. L'any 2007 tenia 7.714 habitants.

## Demografia

### Població
El 2007 la població de fet de Vizille era de 7.714 persones. Hi havia 3.357 famílies de les quals 1.298 eren unipersonals (590 homes vivint sols i 708 dones vivint soles), 891 parelles sense fills, 895 parelles amb fills i 273 famílies monoparentals amb fills.
La població ha evolucionat segons el següent gràfic:
Habitants censats

### Habitatges
El 2007 hi havia 3.765 habitatges, 3.456 eren l'habitatge principal de la família, 25 eren segones residències i 284 estaven desocupats. 1.279 eren cases i 2.390 eren apartaments. Dels 3.456 habitatges principals, 1.720 estaven ocupats pels seus propietaris, 1.652 estaven llogats i ocupats pels llogaters i 84 estaven cedits a títol gratuït; 240 tenien una cambra, 505 en tenien dues, 914 en tenien tres, 978 en tenien quatre i 818 en tenien cinc o més. 1.752 habitatges disposaven pel capbaix d'una plaça de pàrquing. A 1.651 habitatges hi havia un automòbil i a 1.206 n'hi havia dos o més.

### Piràmide de població
La piràmide de població per edats i sexe el 2009 era:
| Homes | Edats   | Dones |
| ----- | ------- | ----- |
| 4     | 95 o +  | 20    |
| 8     | 90 a 94 | 40    |
| 24    | 85 a 89 | 92    |
| 44    | 80 a 84 | 100   |
| 116   | 75 a 79 | 216   |
| 140   | 70 a 74 | 240   |
| 168   | 65 a 69 | 144   |
| 140   | 60 a 64 | 196   |
| 200   | 55 a 59 | 148   |
| 220   | 50 a 54 | 244   |
| 252   | 45 a 49 | 232   |
| 236   | 40 a 44 | 260   |
| 272   | 35 a 39 | 252   |
| 280   | 30 a 34 | 312   |
| 324   | 25 a 29 | 284   |
| 236   | 20 a 24 | 196   |
| 320   | 15 a 19 | 224   |
| 216   | 10 a 14 | 268   |
| 200   | 5 a 9   | 228   |
| 160   | 0 a 4   | 200   |

## Economia
El 2007 la població en edat de treballar era de 4.842 persones, 3.619 eren actives i 1.223 eren inactives. De les 3.619 persones actives 3.245 estaven ocupades (1.728 homes i 1.517 dones) i 374 estaven aturades (182 homes i 192 dones). De les 1.223 persones inactives 401 estaven jubilades, 374 estaven estudiant i 448 estaven classificades com a «altres inactius».

### Ingressos
El 2009 a Vizille hi havia 3.383 unitats fiscals que integraven 7.589 persones, la mediana anual d'ingressos fiscals per persona era de 17.555 €.

### Activitats econòmiques
Dels 398 establiments que hi havia el 2007, 8 eren d'empreses extractives, 9 d'empreses alimentàries, 1 d'una empresa de fabricació de material elèctric, 1 d'una empresa de fabricació d'elements pel transport, 16 d'empreses de fabricació d'altres productes industrials, 53 d'empreses de construcció, 91 d'empreses de comerç i reparació d'automòbils, 14 d'empreses de transport, 28 d'empreses d'hostatgeria i restauració, 2 d'empreses d'informació i comunicació, 21 d'empreses financeres, 22 d'empreses immobiliàries, 46 d'empreses de serveis, 59 d'entitats de l'administració pública i 27 d'empreses classificades com a «altres activitats de serveis».
Dels 108 establiments de servei als particulars que hi havia el 2009, 1 era una oficina d'administració d'Hisenda pública, 1 gendarmeria, 1 oficina de correu, 8 oficines bancàries, 2 funeràries, 11 tallers de reparació d'automòbils i de material agrícola, 2 tallers d'inspecció tècnica de vehicles, 1 autoescola, 7 paletes, 9 guixaires pintors, 12 fusteries, 5 lampisteries, 6 electricistes, 2 empreses de construcció, 12 perruqueries, 1 veterinari, 16 restaurants, 6 agències immobiliàries, 1 tintoreria i 4 salons de bellesa.
Dels 47 establiments comercials que hi havia el 2009, 3 eren supermercats, 1 una gran superfície de material de bricolatge, 4 botiges de menys de 120 m², 8 fleques, 2 carnisseries, 3 llibreries, 4 botigues de roba, 2 botigues d'equipament de la llar, 3 sabateries, 2 botigues d'electrodomèstics, 1 una botiga de mobles, 6 botigues de material esportiu, 2 drogueries, 1 una perfumeria, 1 una joieria i 4 floristeries.
L'any 2000 a Vizille hi havia 9 explotacions agrícoles.

## Equipaments sanitaris i escolars
El 2009 hi havia 4 farmàcies i 1 ambulància.
El 2009 hi havia 3 escoles maternals i 4 escoles elementals. A Vizille hi havia 1 col·legi d'educació secundària, 1 liceu d'ensenyament general i 1 liceu tecnològic. Als col·legis d'educació secundària hi havia 623 alumnes, als liceus d'ensenyament general n'hi havia 838 i als liceus tecnològics 312.

## Poblacions més properes
El següent diagrama mostra les poblacions més properes.